# タカシマヤタイムズスクエア
タカシマヤタイムズスクエア（Takashimaya Times Square）は、東京都渋谷区千駄ヶ谷に所在する、百貨店や専門店などで構成される複合商業施設。大手百貨店の髙島屋が運営しており、核テナントは髙島屋新宿店。所在地は渋谷区だが、新宿駅隣という立地上、新宿エリアに含まれる。
建物の正式名称は「タイムズスクエアビル」で、ハンズなど髙島屋に属さない専門店のテナントの所在地表記に使用される。

## 概要
百貨店である「高島屋新宿店」を核店舗に、ハンズやユニクロ、ニトリなどの専門店や紀伊國屋書店が手がける劇場「紀伊國屋サザンシアター」で構成されている。開業は1996年と、東京23区に現存する新設の百貨店としては最も新しい。
元々日本国有鉄道（国鉄）山手貨物線（後に埼京線・湘南新宿ラインの一部として旅客営業も実施）沿いにあった新宿貨物駅跡地を日本国有鉄道清算事業団の子会社（後述）が再開発して竣工した。現代的なデザインの建物が2棟並ぶ。
1970年代に上越新幹線の東京側ターミナル候補地として新宿駅の名前が浮上し「この建物の地下にそのためのスペースが残っている」といわれることもあるが、実際は地下4階まで機械式駐車場があり「リフトが30メートルほど下がります」とされていることから、地下3階が想定される新幹線の導入空間の確保は困難である。
数ある線路を超えた対岸（西側）には新宿サザンテラス（JR東日本本社ビル・小田急サザンタワーなどと遊歩道で構成）があり、連絡橋（イーストデッキ）と新宿駅南口沿いの甲州街道で繋がっている。新宿通り直下にある東京メトロ丸ノ内線・都営地下鉄新宿線新宿三丁目駅とは離れているが、2008年6月14日に開通した東京メトロ副都心線の同駅はタイムズスクエアに程近い明治通り（東京都道305号）直下に建設されたため150 m程の地下通路が設けられて髙島屋地下1階食料品売場と接続している。
1964年に完成した国鉄新宿駅ビル（現：ルミネエスト新宿）への進出を果せなかった髙島屋にとって、東京最大の繁華街である新宿進出は「長年の悲願」であった。バブル景気時に、競合他社を超える条件を提示し出店を果した。他に、競争入札に参加したのは、伊勢丹・そごう・西武百貨店・丸井の4社。
開業初年度（1996年）の目標であった年商800億はほぼ達成したものの、その後売り上げが伸び悩み、東口の伊勢丹や西口の小田急百貨店・京王百貨店と比べると当店は新宿の人通りの中心からはやや離れたところに位置し、百貨店激戦区の新宿エリアにある百貨店の中では最も売上が低い。さらに年間50〜60億円と推測される高いテナント料が利益を圧迫した。2000年代後半には手芸品を扱うユザワヤやカジュアル衣料品のユニクロなどのテナントを入れることで客層の拡大を試みるも2013年2月期まで赤字が続いていた。

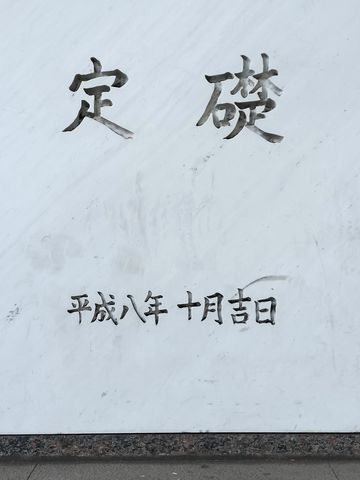
1階東側にある定礎

## 構成店舗
本館は髙島屋を中核とし、ハンズなどのテナントが存在する。開業時における店子であった「新宿ジョイポリス」や「IMAXシアター」は撤退し、それぞれ「ベスト電器新宿髙島屋店」、映画館「テアトルタイムズスクエア」に衣替えしたが、ともに2009年夏に閉館・閉店した。なお、同年11月1日、11階のベスト電器跡に「ユザワヤ新宿タカシマヤタイムズスクエア店」が出店したが、2016年11月6日をもって同店は閉店している。ユザワヤ跡には、東京では3店舗目となる空港型免税店の「髙島屋免税店 SHILLA&ANA」がオープンするも、新型コロナウイルスの影響で2020年10月31日をもって閉店した。現在は2021年11月18日にオープンしたノジマが営業している。また2010年1月6日には、開業時から12階に出店していたHMVも閉店した。
南館は本館から連絡通路によってつながっている。最上階は演劇ホール「紀伊國屋サザンシアター TAKASHIMAYA」となっている。なお南館は新宿駅より代々木駅のほうが至近である。
かつてはアネックスと呼ばれ、全館を紀伊國屋書店が賃借し新宿南店を出店していたが、2016年8月7日に6階の洋書売り場である「Books Kinokuniya Tokyo」と7階の「紀伊國屋サザンシアター」を残し、1階から5階の和書部門から撤退した。同年12月1日、紀伊國屋書店撤退部分にニトリが出店し新宿タカシマヤタイムズスクエア店を開業した。

### 本館テナント
- 12F - 14F レストランズパーク
- 12F 鼎泰豐（オープン当時からのテナント。開業当時は10階）、ユニクロ新宿髙島屋店（2010年4月23日開店）[10]
- 11F ノジマ新宿タカシマヤタイムズスクエア店
- B1F - 11F 髙島屋新宿店
- 2F - 8F ハンズ新宿店（建物南側部分） - 当初は建物南側部分の1 - 7階であったが、2007年（平成19年）4月まで行われた髙島屋の全館大改装に伴い、フロアも変更になっている。そのため、ハンズ側に設置しているエレベーターでは8階に行くことが不可能であり、7階からエスカレーターか階段を利用することになる。8階には2022年にハンズの親会社となったカインズが、2023年6月に「カインズ ハンズ新宿店」をオープンさせている[11]。
- B1F 紀ノ国屋新宿髙島屋店

### 南館テナント
- 7階 紀伊國屋サザンシアター TAKASHIMAYA
- 6階 Books Kinokuniya Tokyo（洋書専門店）
- 1 - 5階 ニトリ新宿タカシマヤタイムズスクエア店

## アクセス
各鉄道路線からのアクセスは以下の通り。
- JR山手線・総武線 - ミライナタワー改札経由で徒歩5分
- 埼京線・湘南新宿ライン - ミライナタワー改札経由で徒歩2分
- 中央線 - ミライナタワー改札経由で徒歩4分
- 小田急電鉄小田原線 - 南口改札経由で徒歩5分
- 京王電鉄京王線 - 京王線新宿駅ルミネ口改札経由で徒歩6分
- 京王電鉄京王新線、都営地下鉄新宿線 - 京王新線口改札から2番出口経由で徒歩8分
- 都営地下鉄大江戸線 - 京王新線口改札から2番出口経由で徒歩9分

## 店舗の賃借権
タカシマヤタイムズスクエアの土地は、特殊法人日本国有鉄道清算事業団（1998年解散、日本鉄道建設公団→独立行政法人鉄道建設・運輸施設整備支援機構）が保有していた経緯から、効果的な土地処分（売却）を目的に「レールシティ東開発株式会社（特殊法人の子会社）」を設立し、同社の建設・保有物件とし、タイムズスクエアビル竣工後の1996年9月より年間賃料120億円で髙島屋へ賃借していた。この賃料に関して、賃貸借契約に3年ごとに12%を目標に増額するとの規定があったことから、レールシティ東開発が当初の契約に従った12%の賃料増額を求めたが、髙島屋は逆に事情変更を理由にした16%の賃料減額を求めて、両社は対立。2003年に髙島屋が調停を申し立てたものの不調（決裂）に終わり、訴訟になった。2006年3月24日に、東京地方裁判所は、借地借家法32条1項の賃料減額請求権が認められるとして、約4200万円の減額を認めた。その後、東急不動産が匿名組合で「合同会社タイムズスクエア」を設立し、2007年3月に同社が土地の一部と建物の所有権を取得していた。
レールシティ東開発は主幹事業となるこの不動産を三菱UFJ信託銀行に売却後、大幅に事業を縮小し、2009年3月（平成20年度末）をもって解散した。
2013年12月26日、髙島屋は高額な賃料削減などを目的にタイムズスクエアビルの土地と建物を取得すると発表した。ビルの取得によって、次年度以降については、地代家賃を含む販売管理費が大幅に削減された。